# Mitchell Schet
Mitchell Schet (* 28. Januar 1988 in Amsterdam, Nordholland) ist ein niederländischer Fußballspieler, der auf der Position des Stürmers spielt. Er ist in Zypern für den Zweitligisten PO Xylotymbou aktiv. Vorher spielte er für Feyenoord Rotterdam und Excelsior Rotterdam.
Zur Saison 2012/13 wechselte er zum FC Groningen, ein Jahr später zu ADO Den Haag. Im Sommer 2015 wechselte Schet zum FK AS Trenčín in die slowakische Fortuna liga. 